# Saint-Germain-d’Esteuil
Saint-Germain-d’Esteuil (okzitanisch: Sent German d’Estulh) ist eine französische Gemeinde im Département Gironde in der Region Nouvelle-Aquitaine (vor 2016: Aquitanien) mit 1.345 Einwohnern (Stand: 1. Januar 2022). Sie gehört zum Arrondissement Lesparre-Médoc und zum Kanton Le Nord-Médoc. Die Einwohner werden Saint-Germinois genannt.

## Geografie
Saint-Germain-d’Esteuil liegt etwa 55 Kilometer nordnordwestlich von Bordeaux im Norden der Halbinsel Médoc. Das Gemeindegebiet gehört zum Regionalen Naturpark Médoc. Umgeben wird Saint-Germain-d’Esteuil von den Nachbargemeinden Ordonnac im Norden und Nordosten, Saint-Seurin-de-Cadourne im Nordosten und Osten, Vertheuil im Osten, Cissac-Médoc im Südosten, Saint-Laurent-Médoc im Süden, Hourtin im Südwesten sowie Lesparre-Médoc im Westen und Nordwesten.
Durch die Gemeinde führt die frühere Route nationale 215 (heutige D1215).

## Bevölkerungsentwicklung
| Jahr                       | 1962 | 1968 | 1975 | 1982 | 1990 | 1999 | 2011 | 2020 |
| Einwohner                  | 915  | 1003 | 764  | 855  | 1020 | 1087 | 1187 | 1286 |
| Quellen: Cassini und INSEE |      |      |      |      |      |      |      |      |

## Sehenswürdigkeiten
- Dolmen von Barbehère, Monument historique seit 1989
- Kirche Saint-Germain
- Monumentalkreuz von 1860, Monument historique seit 1992
- Reste des römischen Amphitheaters aus dem ersten nachchristlichen Jahrhundert in Brion, Monument historique

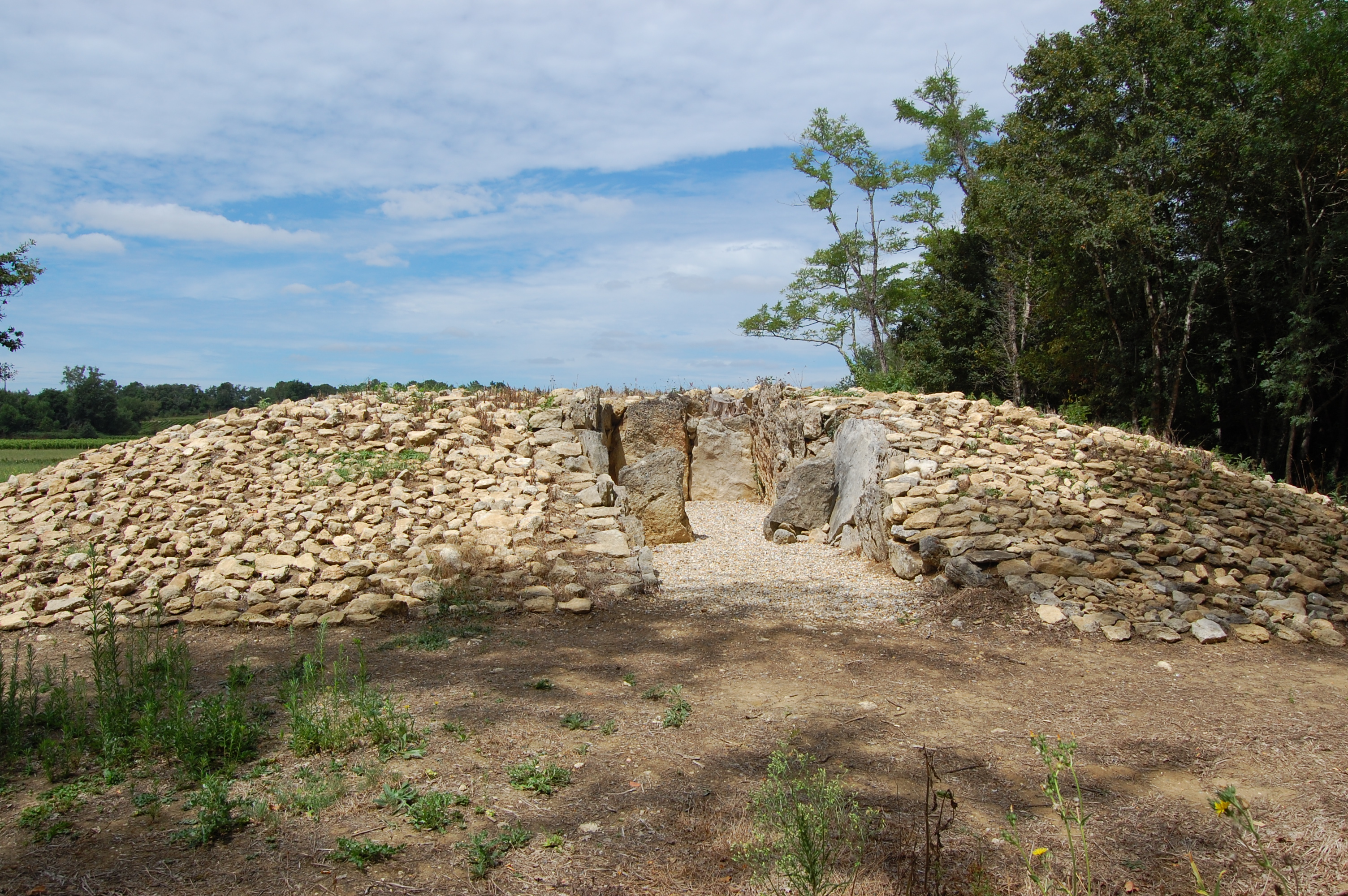
Dolmen von Barbehère
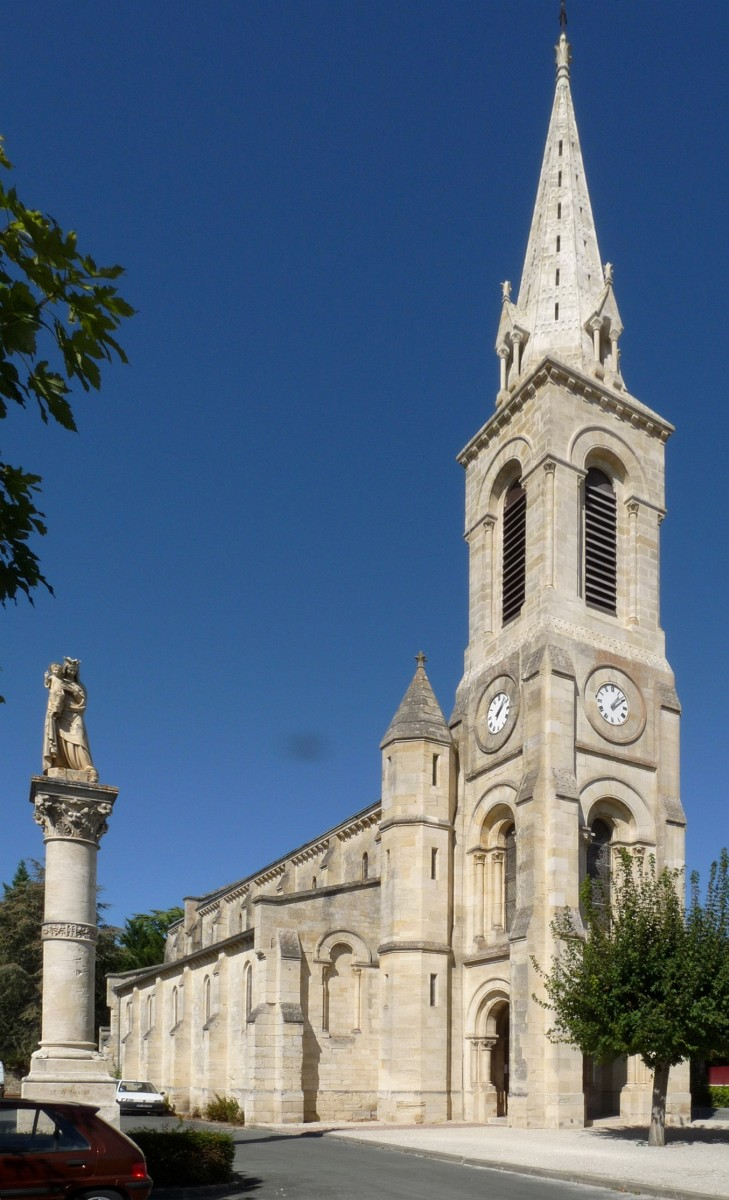
Kirche Saint-Germain
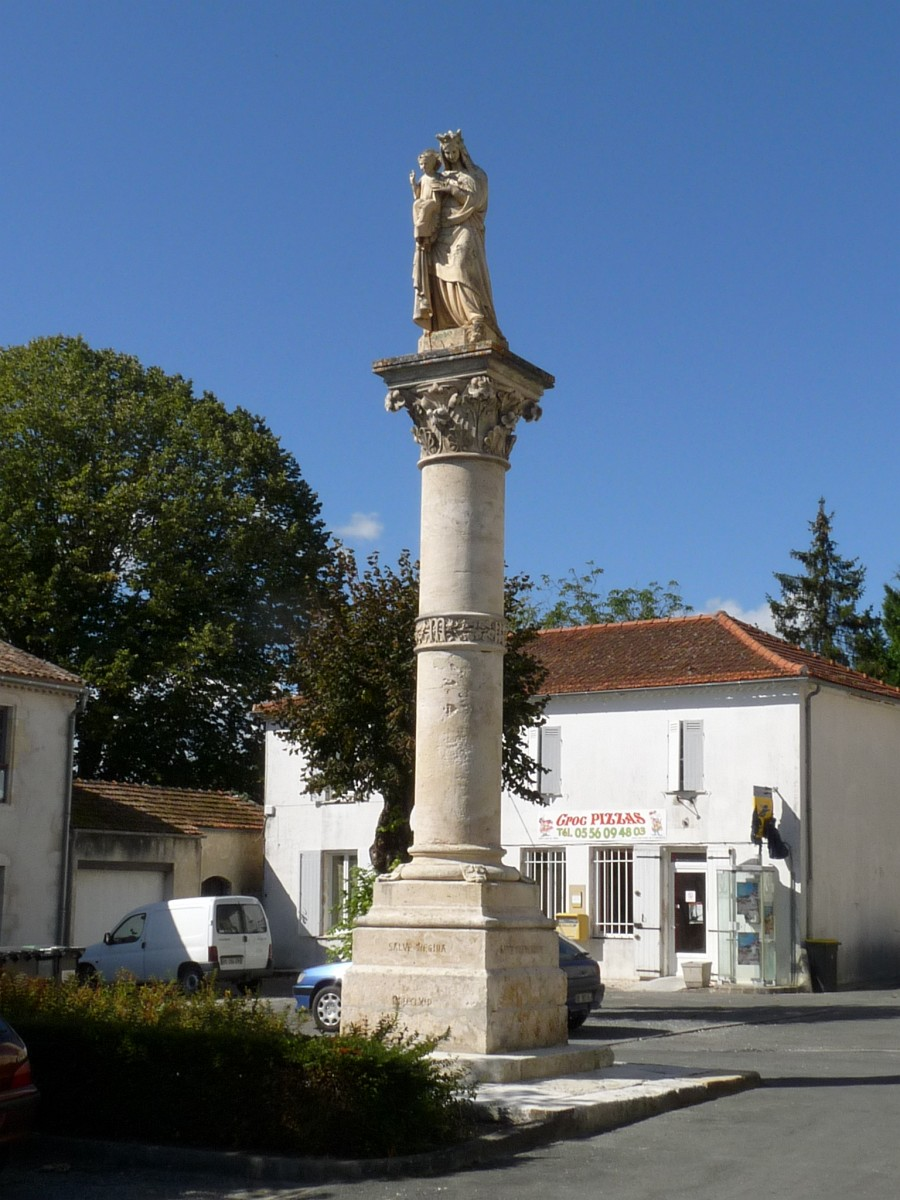
Monumentalkreuz
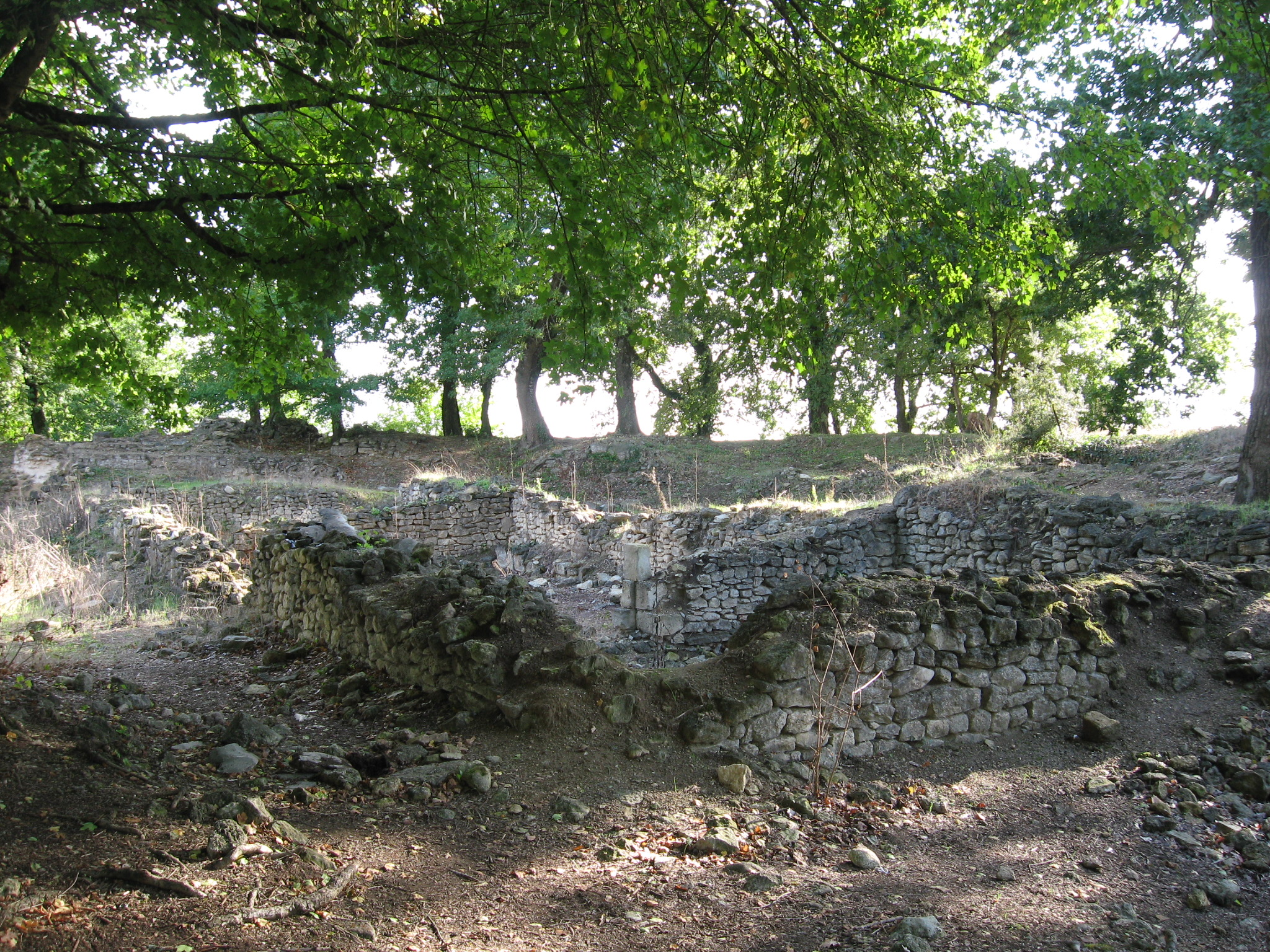
Reste des römischen Amphitheaters

## Gemeindepartnerschaft
Mit der deutschen Gemeinde Bevern in Niedersachsen besteht eine Partnerschaft.